# A Beginning
«A Beginning» (с англ. — «Начало») — инструментальная композиция, написанная продюсером «Битлз» Джорджем Мартином.
Изначально планировалось, что данная композиция будет использована в качестве вступления к песне «Don’t Pass Me By», написанной и исполненной Ринго Старром (и вошедшей в альбом The Beatles). Однако вместо этого «A Beginning» была использована в качестве небольшого музыкального фрагмента (примерно с полминуты длиной) в мультфильме «Жёлтая подводная лодка», где она звучит после окончания заглавных титров (идущих в сопровождении песни «Yellow Submarine») прямо перед началом песни «Eleanor Rigby».
Композиция была написана и аранжирована Джорджем Мартином при минимальном (или вообще нулевом) участии музыкантов «Битлз». Запись композиции состоялась 22 июля 1968 года; при этом Мартин использовал тех же музыкантов, что и при записи песни «Good Night», записывавшейся в тот же день (имена музыкантов неизвестны; оркестр включал двенадцать скрипок, три альта, три флейты, кларнет, валторну, вибрафон, контрабас и арфу).